# Pukotala
Pukotala es una localidad del distrito de Ha'ano, en Tonga. Tiene una población de 81 habitantes en 2021.